# Incidente do Cuiuní
O Incidente do Cuiuní, batizado assim pelo general Domingo Antonio Sifontes, foi um confronto armado entre venezuelanos e britânicos ocorrido na região do rio Cuiuní pela disputa territorial que tinha Venezuela com a Guiana Britânica no final do século XIX .

## Antecedentes

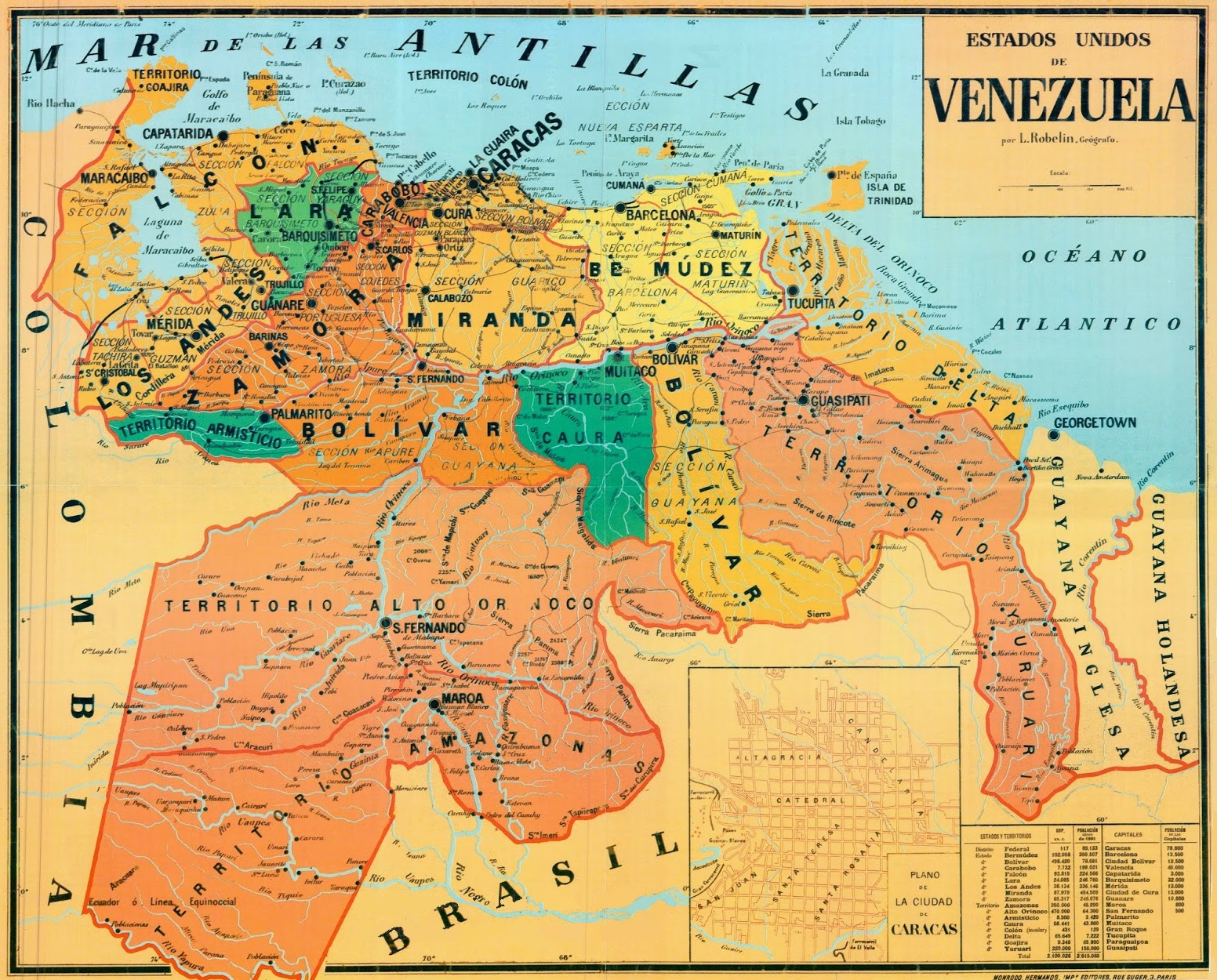
Mapa dos Estados Unidos de Venezuela.

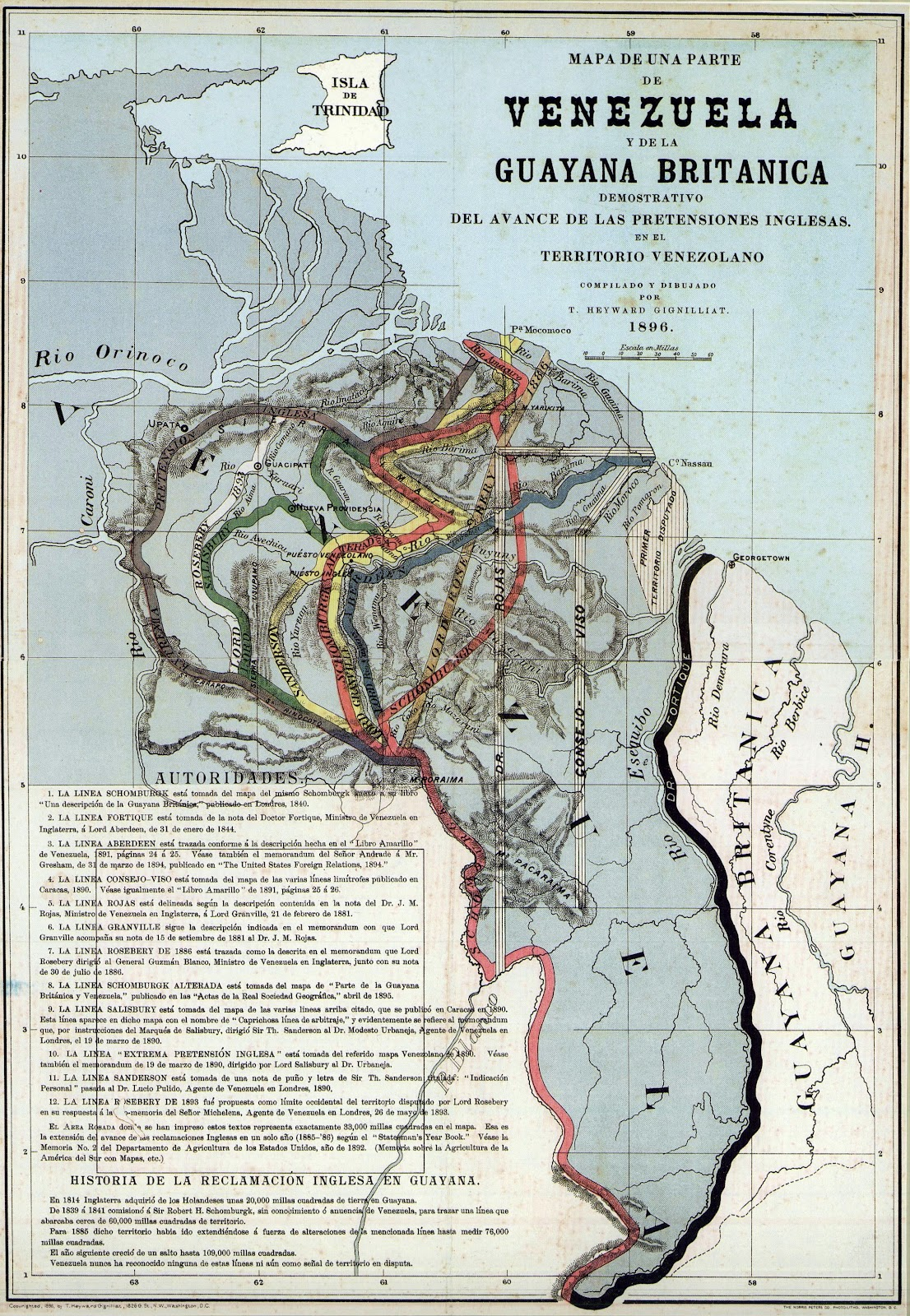
Mapa de 1896 da antiga Guiana Britânica e as diversas linhas de limites traçadas, que mostram as máximas aspirações britânicas e o rio Essequibo que Venezuela considera como sua fronteira, a zona cinza é o único território não reivindicado por Venezuela, enquanto uma parte do setor oriental (Pirara) foi cedido pelo Reino Unido ao Brasil.

Durante o século XIX  existiu uma disputa territorial entre Venezuela e a Guiana Britânica sobre o pertence do território ao oeste do rio Essequibo. A posição venezuelana partia de que a fronteira devia ser linha média do rio em virtude do princípio Uti possidetis iure pelo qual lhe correspondia os territórios da ex Capitania General de Venezuela ao momento de sua independência em 1810, a qual, se alega, tinha como fronteira este o rio Essequibo. Por sua vez O Reino Unido baseava-se num mapa de 1840 (ainda que com algumas modificações posteriores) do naturalista prussiano Robert Schomburgk cuja linha fronteiriça chegava até Ponta Barima nas bocas do rio Orinoco (no atual estado Delta Amacuro) e os montes de Upata (no atual estado Bolívar) abarcando uma área aproximada de 203 310 km2 ao oeste de rio Essequibo.
Venezuela iniciou em 1841 suas gestões diplomáticas ante Grã-Bretanha através de seu ministro em Londres, Alejo Fortique. Ao seguinte ano, este conseguiu que se eliminassem os mastros colocados por Schomburgk, e posteriormente se chegou ao Acordo de 1850, mediante o qual ambos governos se comprometeram a não ocupar o território em disputa que compreendia desde a linha traçada por Schomburgk até o rio Essequibo.
Devido ao avanço inglês sobre o rio Essequibo durante as guerras civis Venezuelanas, o governo venezuelano criou a “Delegacia Nacional do Cuiuní e suas Afluentes” em 1884 entre os rios Yuruari e Cuiuní, à que se atribuiu uma guarnição militar para esta zona e uma companhia da Força Armada de Venezuela, a cargo do general Domingo Antonio Sifontes,que foi nomeando comissário geral da entidade.
A delegacia tinha encarregada a exploração do Território Federal Yuruari, a proteção dos indígenas que ali habitavam e atuar com agressividade em caso de qualquer incursão inglesa.

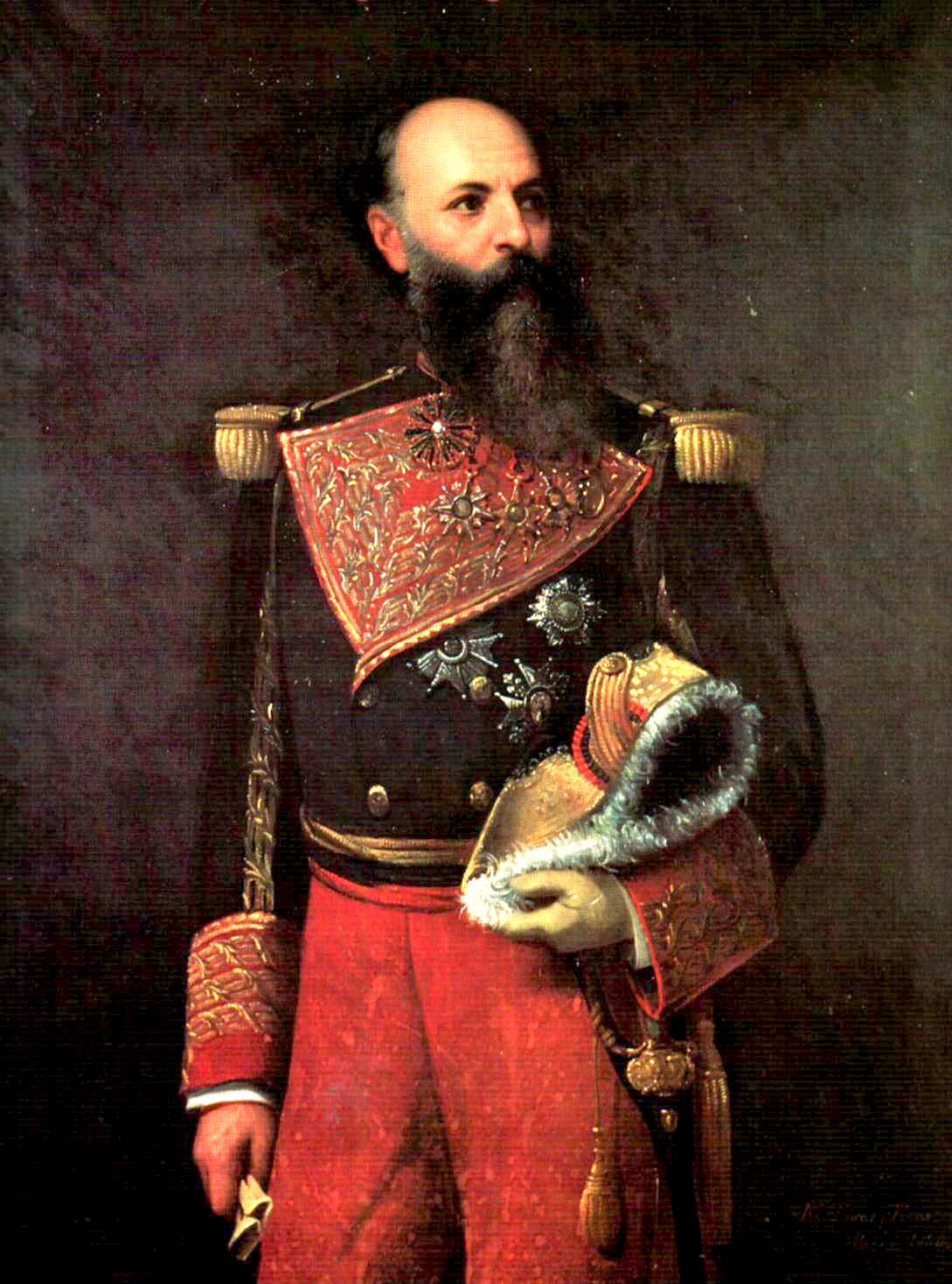
Presidente Guzmán Blanco

Em 1887 deu-se a ruptura de relações diplomáticas com o Reino Unido por parte do governo de Antonio Guzmán Blanco por adjudicar-se por decreto ao Callao, Guasipati e O Dourado ao território da Guiana Britânica.

## Desenvolvimento

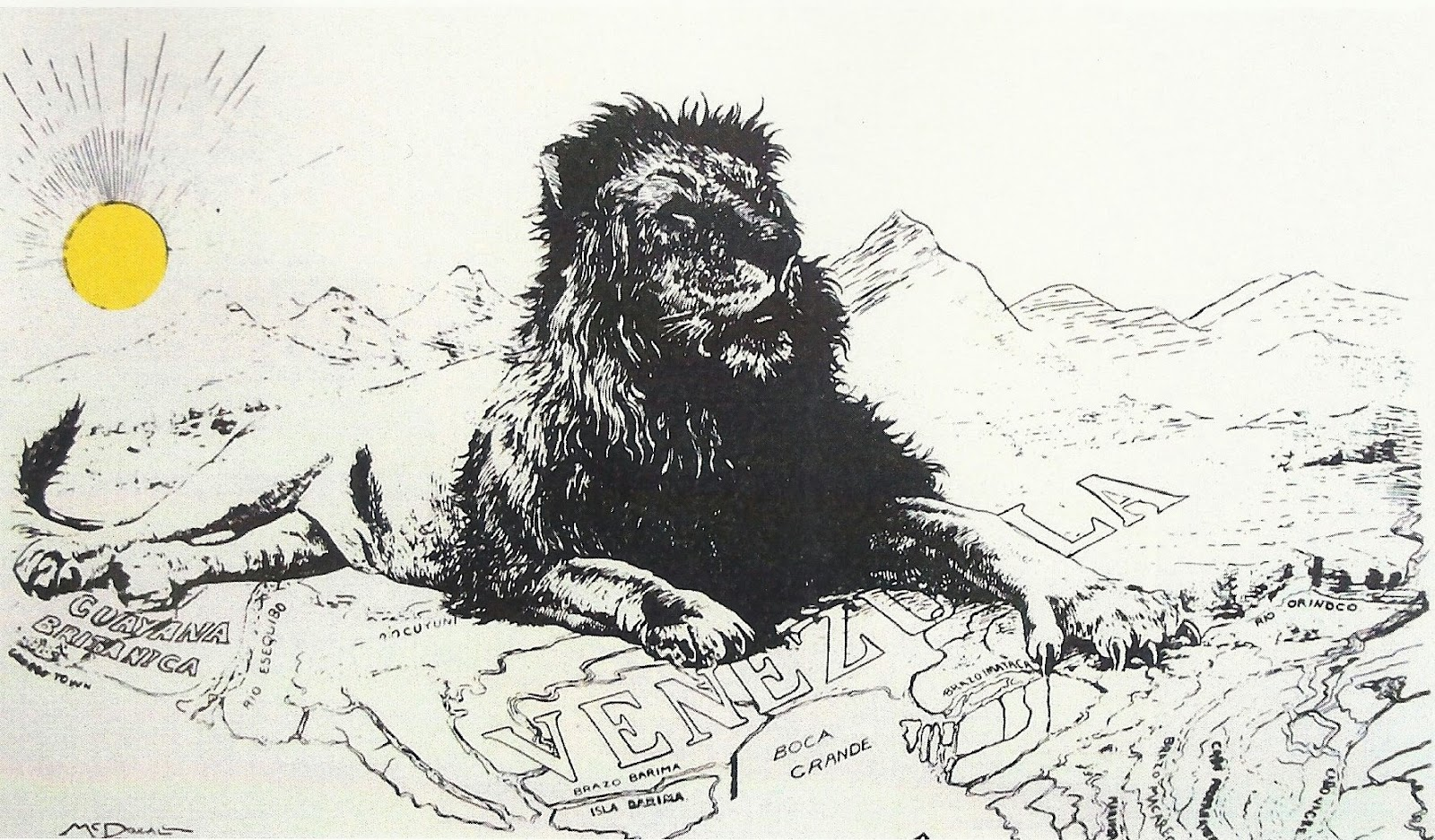
Caricatura de 1887. Avanço britânico pelos rios Barima, Amacuro, Yuruán e Cuiuní depois da rutura de relações diplomáticas.

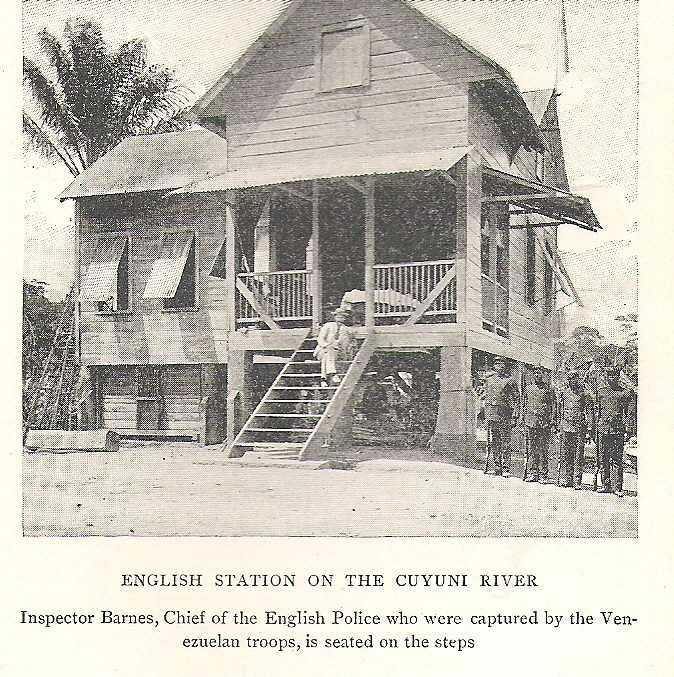
Inspetor Barnes na estação ocupada com seus homens

A horas da madrugada, os homens da polícia britânica dirigidos pelo inspector Barnes de Inglaterra, tomaram um posto militar desocupado, de nacionalidade venezuelana, localizado na margem esquerda de rio, no qual os homens de Barnes izaron a bandeira inglesa em terras venezuelanas durante o dia.
Ante este facto, o capitão Andrés Avelino Domínguez, segundo ao comando de Sifontes, foi enviado a recuperar o assentamento. Resultado na retirada dos ingleses e o apresamento de Barnes e seus homens, que foram levados à Delegacia Geral, o que aumentou as tensões entre ambos países.
Barnes foi interrogado por Sifontes, quem recebeu várias ofertas dos ingleses de abandonar o Cuiuní a mudança de libertá-los e deixá-lo ir de regresso a Berbice ao que Sifontes se negou e decidiu o levar a Ciudad Bolívar.

## Consequências

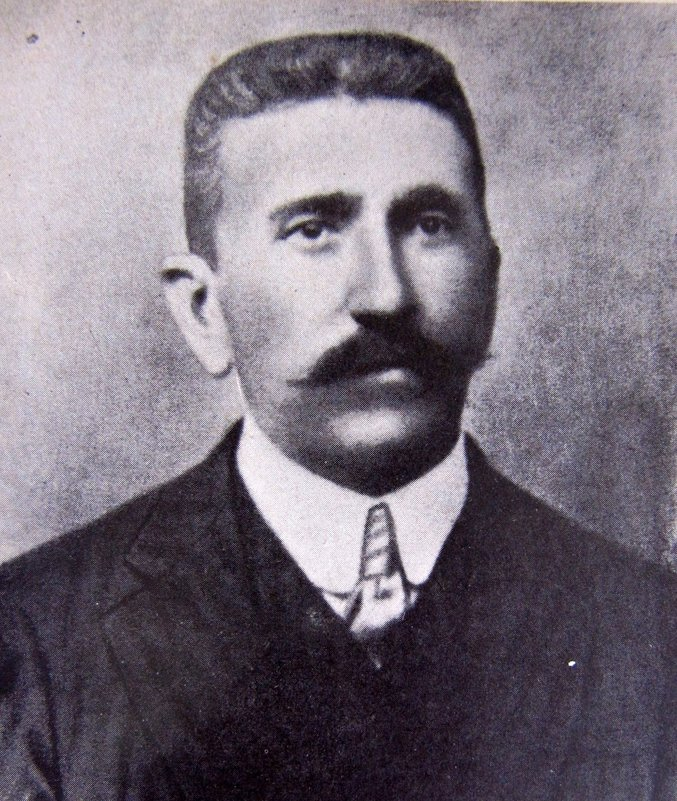
General Domingo Antonio Sifontes

A direção da defesa do território atribui-se historicamente ao Geral Sifontes pelo que se voltou um "herói local" e se nomeou em sua honra ao Município Sifontes.
No meio da disputa fronteiriça, Richard Olney, secretário de Estado do presidente de Estados Unidos para a época Grover Cleveland, considerando os "avanços" britânicos em terra venezuelana como verdadeiras usurpações, justificava o aplicativo da Doutrina Monroe, por tratar da agressão de uma potência europeia contra um país americano, pelo que Estados Unidos chegou a assinar um tratado de arbitragem em 1897 com Venezuela e o Reino Unido que resultaria no Laudo Arbitral de Paris.
O ditame foi favorável a Reino Unido ao adjudicar-lhe o território denominado por Venezuela como Guiana Essequiba de 159 500 km2, ao oeste do rio Essequibo, ainda que não em sua máxima aspiração de abarcar até as bocas do rio Orinoco e controlar sua navegação. Venezuela protestaria posteriormente o suposto viciamento do ditame até assinar o Acordo de Genebra nas Nações Unidas